# レーナ・レヘトライネン
レーナ・レヘトライネン（Leena Lehtolainen、1964年3月11日 - ）は、フィンランドの小説家、推理作家。女性。

## 略歴
1976年、12歳で小説家デビュー。ヘルシンキ大学ではフィンランド文学を専攻。1993年に第1作を発表した女性警官マリア・カッリオ・シリーズで国内外で人気を博す。このシリーズはフィンランドの首都ヘルシンキに隣接するエスポーが主な舞台。マリア・カッリオは第1作では大学生で、第4作の『雪の女』からエスポー警察に勤務している。2003年にはフィンランドでテレビドラマ化もされた。フィンランド国外では特にドイツで人気が高く、シリーズ全作が翻訳出版されている。

## 受賞・候補歴
- 1997年 - 『雪の女』でフィンランド・ミステリ協会 推理の糸口賞受賞（前年出版の国内最優秀ミステリに贈られる賞）
- 2002年 - 『雪の女』が北欧5カ国のミステリを対象とするガラスの鍵賞にノミネート（この年の受賞作はアイスランドのアーナルデュル・インドリダソンの『湿地』）
- 2003年 - 『氷の娘』がガラスの鍵賞にノミネート（この年の受賞作はアーナルデュル・インドリダソンの『緑衣の女』）

## 日本語訳作品
- 雪の女 （訳：古市真由美、2013年1月、創元推理文庫、ISBN 978-4-488-28004-8 ）（Luminainen (1996)） - マリア・カッリオ・シリーズ第4作
- 氷の娘 （訳：古市真由美、2013年9月、創元推理文庫、ISBN 978-4-488-28005-5 ）（Kuolemanspiraali (1997)） - マリア・カッリオ・シリーズ第5作
- 要塞島の死 （訳：古市真由美、2014年5月、創元推理文庫、ISBN 978-4-488-28006-2 ）（Tuulen puolella (1998)） - マリア・カッリオ・シリーズ第6作

## 作品リスト

### マリア・カッリオ・シリーズ
1. Ensimmäinen murhani (1993)
2. Harmin paikka (1994)
3. Kuparisydän (1995)
4. Luminainen (1996) 『雪の女』
5. Kuolemanspiraali (1997) 『氷の娘』
6. Tuulen puolella (1998) 『要塞島の死』
7. Ennen lähtöä (2000)
8. Veren vimma (2003)
9. Rivo Satakieli (2005)
10. Väärän jäljillä (2008)
11. Minne tytöt kadonneet (2010)

### ボディーガード三部作
1. Henkivartija (2009)
2. Oikeuden jalopeura (2011)
3. Paholaisen pennut (2012)

### その他
- Ja äkkiä onkin toukokuu (1976)
- Kitara on rakkauteni (1981)
- Tappava säde (1999)
- Sukkanauhatyttö ja muita kertomuksia (2001) - 短編集
- Kun luulit unohtaneesi (2002)
- Jonakin onnellisena päivänä (2004)
- Viimeinen kesäyö ja muita kertomuksia (2006) - 短編集
- Luonas en ollutkaan (2007)
- Taitoluistelun lumo (2010)